# Efecto salino
El efecto salino es la alteración de las propiedades termodinámicas o cinéticas de una disolución electrolítica. Esta alteración es provocada al modificarse el coeficiente de actividad de los iones del electrolito primario,  debido a la presencia de los iones del electrolito secundario.
El efecto salino se detecta por el aumento de la solubilidad de una sal poco o muy soluble; cuanto más insoluble sea la sal primaria, más notable será el efecto salino.
Si se utiliza el sulfato de calcio como electrolito primario, su equilibrio iónico es el siguiente:
CaSO4 (s)   →  Ca2+ (ac)  +  SO42- (ac)
Es un equilibrio heterogéneo con constante termodinámica igual a: 
K= a (Ca2+, ac) sat* a (SO42-, ac) sat/ a (CaSO4, s)
La actividad de la sal sódica de valor unidad es: KS = a [Ca (ac)] .a [SO4 (ac)] y es la denominada constante de solubilidad (KS) que solo depende de la temperatura. Por otro lado, existe el término del producto de la solubilidad (PS) que es el producto de las concentraciones de los iones presentes en la disolución saturada.
PS = [Ca2+ (ac)] . [ SO42- (ac)]
Cuanto más insoluble sea la sal tanto más se parecerán (KS) y (PS) puesto que las actividades de los iones se irán aproximando progresivamente a las concentraciones. Así hemos llamado SO a la concentración de la sal disuelta cuando la disolución está saturada donde podemos afirmar que : 
[Ca2+ (ac)] sat = [SO42- (ac)] sat = SO o PS= SO* SO = SO2 Així: KS = γ±2 S02
Como los coeficientes de actividad individuales de los iones, γ+ i γ- no pueden ser determinados experimentalmente, se utiliza el coeficiente de actividad iónico medio, γ±, que sí es una magnitud experimentalmente accesible. 

## Alteración del equilibrio de la solubilidad
Podemos alterar el equilibrio de la solubilidad mediante:
- un cambio de temperatura.
- cambio de presión.
- cambio de concentraciones iónicas.
- adición de especies inertes.
- alteración del coeficiente de actividad iónico medio.

La teoría de Debye-Hückel nos permite predecir el comportamiento de todos los electrolitos en el límite de alta dilución y nos facilita la interpretación de los resultados a concentraciones no demasiado elevadas. 
A= 0,509 para el agua a 298,15 K  ; z+ y z- son los números de carga correspondientes a los iones procedentes.
{\displaystyle I} es la fuerza iónica cuyo valor depende de las concentraciones, {\displaystyle c_{i}}  ci, de todos los iones presentes en la disolución.
La teoría de Debye-Hückel, correcta en el límite de alta dilución, predice que la presencia de un electrolito secundario modifica la fuerza iónica de la disolución y altera en consecuencia el coeficiente de actividad del electrolito primario disminuyéndolo. 
S2= KS / γ±2 
Para obtener el valor de Ks a partir de medidas experimentales: extrapolamos los valores experimentales a regiones de alta dilución donde I es cero y por tanto, {\displaystyle \gamma _{\pm }}  toma el valor de uno.